# The Incident (álbum)
The Incident es el décimo álbum de estudio de la banda inglesa de rock progresivo Porcupine Tree, publicado el 14 de septiembre de 2009 por Roadrunner Records. El álbum contiene un medley de 55 minutos, que abarca todo el primer CD, sobre diferentes "incidentes", en los que Wilson intenta "humanizar los distantes reportajes de los medios de comunicación" sobre esos sucesos. El segundo CD contiene cuatro canciones independientes del hilo temático del primer disco. El álbum fue nominado para el Premio Grammy al Mejor Álbum con Sonido Envolvente y alcanzó el puesto 25 en las listas de álbumes de UK y US.

## Lista de canciones

### Disco uno
| N.º | Título | Escritor(es) | Duración                                                                                                 |  |
| 1.  | «The Incident" - "Occam's Razor" - "The Blind House" - "Great Expectations" - "Kneel and Disconnect" - "Drawing the Line" - "The Incident" - "Your Unpleasant Family" - "The Yellow Windows of the Evening Train" - "Time Flies" - "Degree Zero of Liberty" - "Octane Twisted" - "The Séance" - "Circle of Manias" - "I Drive the Hearse» | Porcupine Tree - Steven Wilson - Wilson - Wilson - Wilson - Wilson - Wilson - Wilson - Wilson - Wilson - Wilson - Porcupine Tree - Wilson - Porcupine Tree - Wilson | 55:15 - 1:55 - 5:47 - 1:26 - 2:03 - 4:43 - 5:20 - 1:48 - 2:00 - 11:40 - 1:45 - 5:03 - 2:39 - 2:18 - 6:41 |  |

### Disco dos
| N.º | Título              | Escritor(es)                    | Duración |  |
| 1.  | «Flicker»           | Porcupine Tree                  | 3:42     |  |
| 2.  | «Bonnie the Cat»    | Porcupine Tree                  | 5:45     |  |
| 3.  | «Black Dahlia»      | Richard Barbieri, Steven Wilson | 3:40     |  |
| 4.  | «Remember Me Lover» | Steven Wilson                   | 7:28     |  |

| Bonus tracks en Japón y iTunes |                               |                |          |  |
| N.º                            | Título                        | Escritor(es)   | Duración |  |
| 5.                             | «Way Out of Here» (directo)   | Porcupine Tree | 7:49     |  |
| 6.                             | «What Happens Now?» (directo) | Porcupine Tree | 8:07     |  |

## Personal
- Steven Wilson - voz, guitarra, teclado
- Richard Barbieri - sintetizador, teclado
- Colin Edwin - bajo, bajo doble
- Gavin Harrison - batería, percusión

## Posiciones en listas de éxitos
| Lista (2009)                           | Puesto |
| -------------------------------------- | ------ |
| Holanda                                | 5      |
| Polonia                                | 5      |
| Estados Unidos (Billboard Rock Albums) | 7      |
| Finlandia                              | 11     |
| Alemania                               | 17     |
| Suiza                                  | 20     |
| Canadá                                 | 23     |
| Reino Unido                            | 23     |
| Estados Unidos (Billboard 200)         | 25     |
| Australia                              | 35     |
| Austria                                | 45     |
| Bélgica (Flandes)                      | 79     |
| Bélgica (Región Valona)                | 40     |
| Francia                                | 35     |
| Italia                                 | 35     |
| Noruega                                | 19     |
| España                                 | 77     |
| Suecia                                 | 23     |